# Binon (Ouham-Pendé)
Pour les articles homonymes, voir Binon.
Binon est une  commune rurale de la préfecture de Ouham-Pendé, en République centrafricaine. La principale localité est le chef-lieu de la sous-préfecture Bossemptélé. Le Mont Binon est une colline qui surplombe la cité de Bozoum, il est surmonté d'une statue du Christ.

## Géographie
La commune de Binon s’étend au sud de la ville de Bozoum, limitrophe de l’Ombella-M'Poko, elle est située au sud de la préfecture de l’Ouham-Pendé. La plupart des villages sont situés sur les axes Bozoum-Bossemptélé (route régionale RR6) et Bozoum-Baoro. 
| Danayéré    | Bozoum  | Dan-Gbabiri |
| Birvan-Bolé | Binon   | Bossangoa   |
| Bawi-Tédoa  | Guézéli |             |

## Villages
Les villages principaux sont : Bofforo Carrefour, Bocongo, Boyabané, Bobamlo, Badangui et Bossemptélé.
La commune compte 37 villages en zone rurale recensés en 2003 : Bamboro, Bandengue, Beltoum, Boane 1, Boane 2, Boane 3, Bobalia, Bodanga 2, Bodangui 1, Bodangui 2, Bodangui 3, Bodora, Boforo, Boforo Croisement, Boguila 1, Boguila 2, Bokongo, Bomankoe 1, Bombalo, Bossemptélé Centre, Bossemptélé Musulman, Bossiakongo 1, Bossiakongo 2, Boukouzou, Boyabane 1, Boyabane 2, Boyali 1, Boyali 2, Boyaram 1, Boyaram 2, Boyaram 3, Boyaram 4, Bozinga 1, Debet, Gbapere, Lobaye, Valet.

## Éducation
La commune compte sept écoles publiques à Bombalou, Boguila 1, sous-préfectorale mixte 1 à Bossemptélé, école Kparé à Bossiakongo-Gbakere, Bam, Bouforo et Bozinga ; et trois écoles privées à Bokongo, Boyabané et Sainte Thérèse de l’enfant Jésus à Bokanga 2. 

## Santé
La commune située dans la région sanitaire n°3 dispose d’un centre se santé à Bossemptélé et de 2 postes de santé à Boyabané et Bombalo.